# バイダルカ

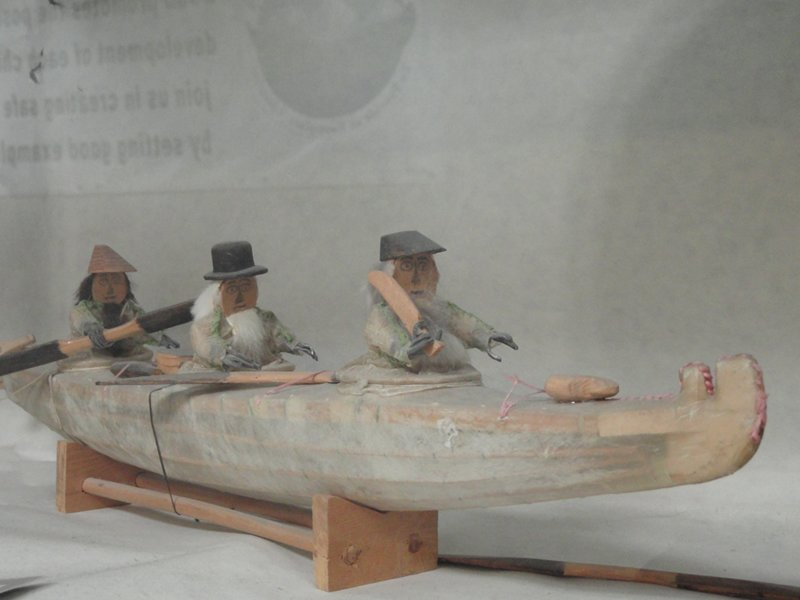
Sergie Sovoroffによる3人乗りのバイダルカの模型.

バイダルカ（BAIDARKA、ロシア語: Байдарка）は、アラスカ西岸からアリューシャン列島にかけて居住したアリュート達が発展させたカヤックに対するロシア語名。アリュート人は「イカック」「ィ・キャック」などと呼んでいたと思われる。（ここでのカタカナによる発音表記は便宜的なものである）
木材や獣骨を使った骨組みの上に海獣の皮を張って船体を作り、接合部に獣脂などで防水を施したスキンボートの一種で、数千年に渡る歴史があると見られているが、アリューシャン列島でのカヤック（バイダルカ）の実利用は歴史的にはいったん断絶しており、近代の研究者達によって、その姿が知られるところとなった。
特に、ジョージ・ダイソン（ちなみに彼の父親は著名な物理学者フリーマン・ダイソンであり、姉はIT界のトップ・オピニオンリーダーの一人であるエスター・ダイソンである。）によるバイダルカ研究と、近代素材（アルミパイプとナイロン、樹脂製塗料など）を用いたリメークの試みは、ケネス・ブラウワーによる書籍「宇宙船とカヌー」および、それをもとに映像化された同名のTV特別番組によって日本でも有名である。
ただし、ジョージ・ダイソンによるバイダルカ製作は、オリジナルの正確な「復元」ではなく、現代的な解釈も盛り込んだ上での「リメーク」であることには留意すべきである。
ジョージ・ダイソン自身による、バイダルカ研究とリメークのストーリーは彼の著書「バイダルカ」に記されており、彼に習って自身でバイダルカを製作するための寸法図も掲載されている。実際、アメリカ合衆国やカナダでは、バイダルカを自作して楽しんだり、キットを製作して販売している人々も存在する。その内容も、ジョージ・ダイソンのように現代的な素材を利用して性能を求めるものから、できる限り歴史に忠実な復元を目指したものまで様々である。
バイダルカをグリーンランド圏などのカヤックと比較したときの形態的な特徴は、上下二股に分かれた独特の船首と、末端を絞り込んだかのような船尾の形状だが、これらがいかなる事由を持って進化したものかは、まだ断定されていない。一般的には漕波性能と巡航速度を高めるための工夫であると言われているようだが、呪術的な意味合いを持つという見解もある。
また、伝統的なグリーンランド系のカヤックが一人乗りのみであった事に対して、バイダルカには二人乗り、三人乗りのものも普通であったようである。ただし、三人乗りのバイダルカは古来からのスタイルでは無く、アリュート達に、より多くの交易品を運ばせたかったロシア人交易商の要求に応じて大型化したものだという説も有る。いずれにせよ、グリーンランド系のカヤックが集落からの日帰り圏内での狩猟に使われる道具であった事に対して、バイダルカは狩猟のみならず長期にわたる沿岸航海にも使われたことから、グリーンランド系カヤックに比して吃水が深く積載能力が高かったとは言えるようだ。